# Štiri štirice
Štíri štiríce je matematična igra, ki zahteva sestavljanje izrazov iz štirih štiric. Za čim več različnih zaporednih naravnih števil začenši z nič, je potrebno z dovoljenimi (predvsem aritmetičnimi) operacijami najti čim bolj enostaven izraz samo s štirimi štiricami. Praviloma je potrebno uporabiti vse štirice.
Dovoljene operacije so seštevanje (»+«), odštevanje (»−«), množenje (»*« ), deljenje (»/«), uporaba oklepajev, stikanje (44), kvadratni koren, eksponentna funkcija, fakulteta ter decimalna vejica (oziroma pika). V nekaterih različicah so dovoljene tudi druge operacije: ponavljanje števk s piko, poljuben koren, funkcija gama (Γ(), kjer je Γ(x) = (x − 1)!) in odstotek (»%«). Tako je 4/4 % = 100 in Γ(4)=6. Primer za ponavljanje števk: {\displaystyle .{\overline {4}}=.4444...=4/9} Število 0,4 mora biti zapisano v računalniški obliki .4, ker dodatna ničla ni dovoljena.
Logaritemska funkcija običajno ni dovoljena, ker obstaja precej enostavna metoda, s katero lahko izrazimo poljubno naravno število. Ben Rudiak-Gould naj bi bil avtor metode:
{\displaystyle n=-\ln \left[\ln({\sqrt {(}}{\sqrt {(}}...({\sqrt {(}}4))...)))/\ln(4)\right]/\ln(4)\!\,,}
kjer je število korenov enako 2*n.
Druge različice (ki se seveda ne imenujejo več štiri štirice) uporabijo poljubne štiri števke, recimo neko letnico (1, 9, 9, 7).
Prvih dvajset rešitev, ki seveda niso edinstvene (decimalna števila so zapisana s piko, sqrt(x) pa kvadratni koren):
- 0 = 44 − 44 = 4 − 4 + 4 − 4
- 1 = 44/44
- 2 = 4/4 + 4/4
- 3 = (4 + 4 + 4)/4
- 4 = 4×(4 − 4) + 4
- 5 = (4×4 + 4)/4
- 6 = 4×.4 + 4.4 = 4 + (4+4)/4
- 7 = 44/4 − 4 = 4 + 4 − (4/4)
- 8 = 4 + 4.4 − .4 = 4 + 4 + 4 - 4
- 9 = 4 + 4 + 4/4
- 10 = 44/4.4 = 4 + sqrt(4) + sqrt(4) + sqrt(4)
- 11 = 4/.4 + 4/4
- 12 = (44 + 4)/4
- 13 = 4! − 44/4
- 14 = 4×(4 − .4) − .4
- 15 = 44/4 + 4
- 16 = .4×(44 − 4) = 4×4×4 / 4
- 17 = 4×4 + 4/4
- 18 = 44×.4 + .4 = 4×4 + 4 / sqrt(4)
- 19 = 4! − 4 − 4/4
- 20 = 4×(4/4 + 4)

Nekatera števila je posebej težko doseči, recimo 113 in 123. Za 113 Wheeler predlaga Γ(Γ(4)) −(4! + 4)/4, za 123 pa izraz:
{\displaystyle {\sqrt {\sqrt {\sqrt {{\left({\sqrt {4}}/.4\right)}^{4!}}}}}-{\sqrt {4}}.}
Prvič je bil problem pisno omenjen v Mathematical Recreations and Essays (avtor W. W. Rouse Ball) leta 1892. V tej knjigi je bila naloga označena kot »tradicionalna rekreacija«,